# Anfeg
Anfeg  (in arabo انفك‎?) è un centro abitato e comune rurale del Marocco situato nella provincia di Sidi Ifni, regione di Guelmim-Oued Noun. Conta una popolazione di 5 071 abitanti (censimento 2014).